# Mercenaries: Playground of Destruction
Mercenaries: Playground of Destruction – компьютерная игра в жанре шутер от третьего лица с открытым миром, разработанная компанией Pandemic Studios и изданная LucasArts 11 апреля 2005 на платформах Playstation 2 и Xbox. 31 августа 2008 года было выпущено продолжение — Mercenaries 2: World in Flames.

## Геймплей
Игрок свободен в обширной игровой среде «песочнице», он может выбирать миссии, выполнять задачи сторон, собирать бонусы. Игрок может принять решение сделать любое действие в любое время. Фактически можно уничтожить все здания в игровом мире, включая здания фракций. Здания обычно восстанавливаются после смерти игрока или перезапуска игры. Кроме того, игрок может атаковать любую из фракций, это приведёт к уменьшению доверия фракции к игроку, при стрельбе в гражданских лиц игроку начисляется штраф, и  если одна из фракции заметит, что вы ведёте огонь по гражданским, фракция начнет стрельбу по вам независимо от того, дружественная к вам она или нет.
В игре есть пять враждующих фракций: Союзники, Южная Корея, Русская мафия «Торговцы Смерти», Китай и северокорейская армия. Расположение первых четырёх фракций к вам первоначально дружественное, хотя посредством действий игрока оно может упасть от дружественного до нейтрального и в конечном итоге враждебного. Так как северокорейская фракция всегда враждебна к игроку и всем другим фракциям, игрок может атаковать силы Северной Кореи без страха перед штрафом. Уничтожение солдат и техники Северной Кореи добавляет игроку небольшую сумму денег.
Чтобы возвратить доверие недоверяющей вам фракции, наёмник должен завершить контракты для фракции. Если фракция столь враждебна, что она отказывается выделить вам контракт, игрок должен заплатить недоверяющей вам фракции денежную компенсацию за нанесенный вред. Другие менее эффективные методы включают в себя собирание Национальных сокровищ, секретных документов, уничтожения северокорейских памятников и оказание помощи в перестрелках одной из фракций.
Наёмник может замаскироваться под одну из фракций, если игрок будет управлять определенной техникой, это хороший способ проникнуть на вражескую территорию незамеченным. Маскировка наёмника может быть разоблачена, если игрок врежется в другую машину или задавит человека, а также если игрок будет замечен вражеским офицером.
Игрок может выполнять различные миссии для различных фракций. Миссии включают в себя одиночную или многократные цели, которые представляют собой кражу, поставку, перегон или уничтожение транспортных средств, уничтожение определенных зданий или убийство вражеских офицеров. Часто в миссиях есть второстепенные задания, за выполнение которых начисляются премиальные деньги. Обычно миссии фракции «Союзников» ориентированы на захват и уничтожение вражеских лагерей, тогда как миссии полученые от Русской мафии больше ориентированы на бесшумное прохождение, миссии за Китай обычно направлены на уничтожение солдат дружественной вам фракции, что приводит к падению доверия к вам со стороны других фракций. За завершенную миссию наёмнику начисляются деньги, иногда за хорошо выполненную работу фракции выдают вам информацию про колоду 52, с каждой выполненной миссией вам будут открываться новые транспортные средства, наземные и воздушные атаки.
В процессе игры наёмнику выдают задания с выслеживанием и «проверкой» 13 целей «колоды». «Проверка» включает в себя или уничтожение цели и фотографирование лица умершего или захват живой цели с последующей погрузкой заложника на вертолет фракции Союзников. После каждой «проверки» игрок получает деньги, которые обычно удваиваются, если цель останется в живых. В 13 карт входят карты от 2 до 10, которые расположены всюду в игре, их можно обнаружить исследовав территорию или получая подсказки от дружественных фракций (обычно после выполнения миссии) так же в 13 карт входит «валет», «королева» и «король», обнаружить эти цели можно лишь по сюжету, выполняя задания фракций. Выполнив достаточно заданий, фракция Союзников даст наёмнику контракт повышенной сложности. Контракт повышенной сложности обычно состоит из множества дополнительных заданий, которые нужно выполнить перед тем, как проверить «туза».

## Сюжет
После более чем 50 лет военной напряженности стареющий президент Северной Кореи Чои Ким начал охватывать «политику света» Южной Кореи, восстанавливая надежды на мирное воссоединение.
Однако, северокорейские вооружённые силы недовольны такой политикой. Сын Чои Кима, Чои Сонг полагал, что его отец теряет из виду истинную судьбу «Северной Кореи». Сонг возглавил армию повстанцев. На праздновании воссоединения Кореи лидеры Северной и Южной Кореи были застрелены, по слухам, Сонг сам сознательно убил собственного отца.
После успешного захвата власти Сонг прервал все переговоры Северной Кореи с внешним миром.
Долгое время о Северной Корее не было ничего слышно, пока не было обнаружено северокорейское грузовое судно с мощной ядерной бомбой на борту, движущуюся к индонезийскому террористическому фронту.
Различные спецслужбы впоследствии поняли, что ядерный потенциал Северной Кореи был намного более продвинутым, чем ранее считалось. Владение Сонга ядерным вооружением и сотрудничество с террористическими группировками, вызвало формирование Союзных войск. Союзные войска свергли правительство Сонга и захватили стартовые ракетные площадки, Союзные Войска узнали что в неизвестных областях страны есть ещё ракетные площадки. Через три недели должны были быть закончены ракеты, и только у неуловимого Сонга были коды запуска ракет.
Остатки северокорейских вооружённых сил отчаянно сопротивлялись иностранным захватчикам, пытаясь отбить потерянную территорию. Русская мафия просочилась в страну надеясь воспользоваться хаосом и установить в стране чёрный рынок. Кроме того Китайские и южнокорейские войска двинулись в Северную Корею, у каждой из сторон намерение захватить Северную Корею с целью установить в стране свою власть. Самые разыскиваемые преступники вошли в «колоду 52», состоящую из ключевых фигур северокорейского преступного сообщества, бизнесменов, учёных разрабатывающих ядерное оружие и военачальников под лидерством Сонга. за поимку Сонга было назначено вознаграждение в 100 млн долларов. Задание по нахождению «колоды 52» было поручено наёмникам. За наёмниками был выслан C-17 который отправил наёмников в корейскую демилитаризованную зону.

### Персонажи
В «Mercenaries» есть три игровых персонажа: Кристофер Джейкобс, Дженнифер Муй, Маттиас Нильсон, только один из выбранных персонажей будет послан в район боевых действий в начале игры, сюжет не меняется в зависимости от выбора персонажа, у каждого персонажа есть различные способности, способные повлиять на стратегию игрока.
- Дженнифер Муй — бывшая сотрудница МI6, лучше других справляется с тайными заданиями, но в бою она слабее других наёмников. Имеет Китайское и Британское гражданство умеет говорить по китайски
- Матиас Нильсон — самый выносливый наёмник в игре (здоровье восстанавливается быстрее). Мотоциклист из Швеции. Он служил в шведском флоте, позже состоял в бандe байкеров. После побега из тюрьмы, бежав из страны, он стал наёмником. Умеет говорить на русском языке.
- Крис Джейкобс — самый сильный наёмник в игре (может переносить больше боеприпасов). Спецназовец из США. Долгое время служил в войсках специального назначения, потом стал наёмником. Умеет говорить на корейском

## Оценки
| Сводный рейтинг       | Сводный рейтинг | Сводный рейтинг |
| Издание               | Оценка          | Оценка          |
| Издание               | PS2             | Xbox            |
| --------------------- | --------------- | --------------- |
| GameRankings          | 84,35 %         | 86,12 %         |
| Metacritic            | 84/100          | 86/100          |
| Иноязычные издания    |                 |                 |
| Издание               | Оценка          | Оценка          |
| Издание               | PS2             | Xbox            |
| Edge                  | N/A             | 7/10            |
| EGM                   | 8,67/10         | 8,67/10         |
| Eurogamer             | N/A             | 8/10            |
| Famitsu               | 33/40           | N/A             |
| Game Informer         | 7,5/10          | 7,5/10          |
| GamePro               | [ 10 ]          | [ 10 ]          |
| GameRevolution        | B+              | B+              |
| GameSpot              | 8,8/10          | 8,8/10          |
| GameSpy               | [ 13 ]          | [ 14 ]          |
| GameZone              | 9/10            | 9,2/10          |
| IGN                   | 9,1/10          | 9,1/10          |
| OPM                   | [ 18 ]          | N/A             |
| OXM                   | N/A             | 9/10            |
| Detroit Free Press    | N/A             | [ 20 ]          |
| The Times             | [ 21 ]          | [ 21 ]          |
| Русскоязычные издания |                 |                 |
| Издание               | Оценка          | Оценка          |
| Издание               | PS2             | Xbox            |
| «Страна игр»          | 8,5/10          | N/A             |

В 2007 году GamesRadar назвал игру «лучшим клоном Grand Theft Auto».